# Callicebus melanochir
Callicebus melanochir là một loài động vật có vú trong họ Pitheciidae, bộ Linh trưởng. Loài này được Wied-Neuwied mô tả năm 1820.